# مثبط مختزلة ثنائي الهيدروفولات

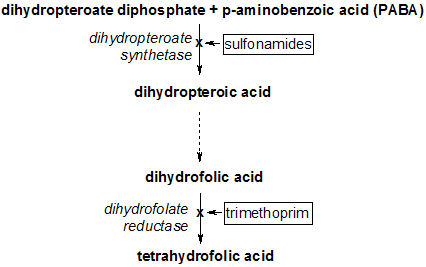

مثبط مختزلة ثنائي الهيدروفولات: هو جزيء يعمل على تثبيط  وظيفة  اختزال ثنائي هيدروفولات وهو نوع من مضادات الفولات. ولأن حمض الفولات (الفوليك) يُحتاجُ إليه من قبل خلايا سريعة الانقسام لصنع الثيامين، فإن هذا التاثير يمكن أن يُستخدم لاغراض علاجية. على سبيل المثال، يستخدم الميثوتريكسات كعلاج كيميائي للسرطان لأنه يمكن أن يمنع الخلايا الورمية من الانقسام. البكتريا أيضا تحتاج إلى مختزلة ثنائي الهيدروفولات  لتنمو وتتكاثر، وبالتالي فان مثبطات انتقائية للبكتيريا  وجد انها كتطبيق على عوامل مضادة للبكتيريا.
فئات من جزيئات صغيرة تستخدم كمثبطات من اختزال ثنائي الهيدروفولات تشمل دايامينوكوينازولين ودايامينوبيرولوكوينازولين،  دايامينوبيردين، دايامينوبيتردين ودايامينوترايازين. الأمثلة الواردة أدناه هي جزيئات محددة تنتمي إلى واحدة من الفئات المذكورة أعلاه.
مجموعة متنوعة من الادوية تعمل كمثبطات اختزال ل ثنائي الهيدروفولات:
- مضاد للملاريا التجريبية ومكافحة داء المقوسات.
- بيريتريكسيم الفموي يستخدم ل سرطان النقيلي البطاني.
- سيكلوغوانيل، بروغنيل (عقار لقتل طفيليات الملاريا).